# Исковая давность
Искова́я давность — установленный законодательством срок в суде или ином юрисдикционном органе для защиты права по иску лица, право которого нарушено. Данное определение соответствует понятию исковой давности, закрепленному в ст. 195 Гражданского Кодекса РФ. Но данное понятие оценивается в юридической литературе очень критически, так как сроки могут действовать не только для лиц, чьи права нарушены, например, в суд могут обращаться прокуроры, органы власти, заинтересованные лица, родственники и т. д.
По российскому праву срок исковой давности является императивным сроком, то есть срок не может быть изменён соглашением сторон.

## Виды сроков давности
Вообще различают только два вида для сроков:
- общий (3 года, например, для исков по ничтожным сделкам)
- специальные (ранее назывались «сокращенные сроки», но чтобы не вводить в заблуждение, нужно отметить, некоторые специальные сроки длятся более 3 лет) — устанавливаются для особых случаев (например, 1 год для оспаривания недействительности оспоримых сделок)

Сроки по исковой давности не распространяются на (ст. 208 ГК): 

- требования о защите личных неимущественных прав и других нематериальных благ, кроме случаев, предусмотренных законом;
- требования вкладчиков к банку о выдаче вкладов;
- требования о возмещении вреда, причиненного жизни или здоровью гражданина. Однако требования, предъявленные по истечении трех лет с момента возникновения права на возмещение такого вреда, удовлетворяются за прошлое время не более чем за три года, предшествовавшие предъявлению иска;
- требования собственника или иного владельца об устранении всяких нарушений его права, хотя бы эти нарушения не были соединены с лишением владения (статья 304);
- другие требования в случаях, установленных законом.

Специальный срок делится на:
- трехмесячные — нарушения права преимущественной покупки
- шестимесячный — по искам чекодателя ко всем обязанным лицам
- годичный — по искам, связанным с перевозками грузов
- двухгодичный — по искам о недостатках проданного товара, по искам о некачественной работе (по требованию потребителя — физ. лица к организации-исполнителю), по требованиям, связанным со страхованием.
- пятилетний — по искам о недостатках работы по строительному подряду
- шестилетний — иски по возмещению ущерба от загрязнений с судов нефтью
- десятилетний — по требованиям работы по бытовому подряду, иски, связанные с морской перевозкой опасных грузов

## Течение срока исковой давности
Об общем понятии срока, его начале, течении и окончании в праве см. статью Срок. Сроки давности нельзя изменять, так как они являются императивными. Срок давности начинает течь с момента, как лицо узнало о правонарушении или должно было узнать об этом (например, лицо не узнало о правонарушении из-за своей беспечности) и о том, кто является надлежащим ответчиком по иску о защите нарушенного права. Срок исковой давности по делам об исполнении обязательства начинает течь со дня наступления срока исполнения обязательства.
Приостанавливается течение срока исковой давности в случае:
1. непреодолимой силы — если предъявлению иска препятствовало чрезвычайное и непредотвратимое при данных условиях обстоятельство
2. нахождения истца и ответчика в Вооруженных Силах РФ
3. моратория, то есть отсрочки исполнения обязательства на основания решения Правительства РФ
4. приостановления действия закона, который регулировал спорное правоотношение
5. заключения соглашения о проведения медиации согласно ФЗ «Об альтернативной процедуре урегулирования споров с участием посредника (процедуре медиации)»
6. если судом оставлен без рассмотрения иск, предъявленный в уголовном деле

Согласно п. 1 ст. 204 Гражданского Кодекса: «Если иск оставлен судом без рассмотрения, то начавшееся до предъявления иска течение срока исковой давности продолжается в общем порядке.»
В п. 2 ст. 202 ГК указано, что «течение срока исковой давности приостанавливается при условии, если указанные в настоящей статье обстоятельства возникли или продолжали существовать в последние шесть месяцев срока давности, а если этот срок равен шести месяцам или менее шести месяцев — в течение срока давности».
Перерыв исковой давности отличается от приостановления тем, что после перерыва срок исковой давности начинает течь заново. Перерыв происходит в случае
1. лицо признало долг

Восстановление срока исковой давности судом — это решение суда, по которому суд постановляет, что срок давности хоть и пропущен, но необходимо защитить права. Причина пропуска срока давности в таком случае должна быть уважительной.
При пропуске срока исковой давности суд по заявлению другой стороны отказывает в иске. Однако, при наличии достаточных оснований, срок исковой давности может быть восстановлен.
По регрессным искам срок начинает течь с момента исполнения основного обязательства.
Установление срока исковой давности позволяет избежать неоправданно поздних обращений в суд и в связи с этим способствует большей стабильности гражданского оборота.

## Истечение срока давности
Согласно ст. 207: «с истечением срока исковой давности по главному требованию истекает срок исковой давности и по дополнительным требованиям (неустойка, залог, поручительство и т. п.)».

## Правоотношения, к которым не применяется срок исковой давности
Исковая давность не применяется к:
- требованиям о защите личных неимущественных прав и других нематериальных благ, кроме случаев, предусмотренных законом;
- требованиям вкладчиков к банку о выдаче вкладов;
- требованиям о возмещении вреда, причиненного жизни или здоровью гражданина. Однако требования, предъявленные по истечении трех лет с момента возникновения права на возмещение такого вреда, удовлетворяются за прошлое время не более чем за три года, предшествовавшие предъявлению иска;
- требования собственника или иного владельца об устранении всяких нарушений его права, хотя бы эти нарушения не были соединены с лишением владения (статья 304);
- другие требования в случаях, установленных законом.

### Проблема применения 3 абзаца ст. 208
Третий абзац ст. 208 ГК гласит: 

«исковая давность не распространяется на: требованиям о возмещении вреда, причиненного жизни или здоровью гражданина. Однако требования, предъявленные по истечении трех лет с момента возникновения права на возмещение такого вреда, удовлетворяются за прошлое время не более чем за три года, предшествовавшие предъявлению иска». Данная норма обозначает, что требование о возмещении вреда удовлетворяется, если факт правонарушения (причинения вреда здоровью) произошел в течение 3 лет до предъявления иска в суд. Но возникла проблема возмещения вреда причиненного здоровью граждан, оказавшихся в зоне влияния радиационного излучения в момент катастрофы на Чернобыльской АЭС. И Пленум Верховного Суда РФ отметил в своем Постановлении «Обзор законодательства и судебной практики за первый квартал 2007 года» следующее:

«Возмещение указанного вреда с учётом специфики обстоятельств его причинения осуществляется в соответствии с Законом Российской Федерации от 15 мая 1991 года „О социальной защите граждан, подвергшихся воздействию радиации вследствие катастрофы на Чернобыльской АЭС“.
Данный Закон не содержит положений, препятствующих взысканию за прошлое время своевременно не полученных пострадавшими лицами сумм возмещения вреда, причиненного их здоровью вследствие аварии на Чернобыльской АЭС, когда задолженность образовалась по вине органов, обязанных осуществлять такие выплаты.
Исходя из изложенного абзац третий ст. 208 Гражданского кодекса Российской Федерации к требованиям граждан о взыскании недополученных сумм возмещения вреда, причиненного здоровью вследствие катастрофы на Чернобыльской АЭС, применению не подлежит».
Данная проблема возникла в 2006 году, когда Конституционный Суд рассмотрел жалобу граждан В. А. Бронникова и С. И. Володина об отказе возмещения вреда чернобыльцам согласно абзацу 4 ст. 208 ГК. Конституционный Суд определил следующее:
«Положения статьи 208 ГК Российской Федерации во взаимосвязи с положениями Федерального закона „Об обязательном социальном страховании от несчастных случаев на производстве и профессиональных заболеваний“ и Закона Российской Федерации „О социальной защите граждан, подвергшихся воздействию радиации вследствие катастрофы на Чернобыльской АЭС“ не препятствуют взысканию за прошлое время без ограничения каким-либо сроком своевременно не полученных пострадавшими лицами сумм возмещения вреда, причиненного их жизни или здоровью при исполнении ими обязанностей по трудовому договору, а также причиненного вследствие чернобыльской катастрофы по вине органов, обязанных осуществлять такие выплаты».
То есть несмотря на ограничение сроком (до трёх лет) на подачу иска в суд в случаях возмещения вреда, данный срок не применяется по отношению к лицам, пострадавшим в зоне поражения радиации, вызванной вследствие катастрофы Чернобыльской АЭС, и лицам, пострадавшим при исполнении обязанностей по трудовому договору.

## Английское право
Срок исковой давности для предъявления требований, связанных с нарушением договора, составляет 6 лет с даты нарушения. Если договор был заключен в форме «за печатью» (англ. as deeds) — 12 лет. Стороны могут договориться о сокращении этих сроков.

## Срок исковой давности и другие сроки давности
Срок исковой давности следует отличать от срока существования права. Истечение срока существования права, например, на подачу жалобы, лишает права на такую подачу, а не на защиту. Иными словами, если иск о защите права, поданный за пределами срока исковой давности, должен быть принят к производству и рассмотрен, то заявление, поданное за пределами срока существования права на его подачу, рассмотрению не подлежит, если только не будет принято особое решение о восстановлении пропущенного срока. Такие сроки называются «преклюзивными».